# Сазерленд, Джейн
Джейн Сазерленд (англ. Jane Sutherland; 1853—1928) — австралийская художница-пейзажист,  одна из представителей Гейдельбергской школы, реалистического течения в австралийской живописи конца XIX века.

## Биография
Родилась 26 декабря 1853 года в Нью-Йорке в шотландской семье. Была старшей дочерью резчика по дереву George Sutherland и его жены Jane Sutherland (урождённая Smith). В 1864 году семья эмигрировала в Сидней и переехала в Мельбурн в 1870 году.
Получив поддержку от своих родителей, Джейн выбрала карьеру художника. Стала участником австралийского движения суфражисток, боролась за создание женской National Gallery School и за равные права женщин в живописи.
С 1878 года Джейн Сазерленд выставлялась в Викторианской академии художеств (Victorian Academy of Arts), затем в Австралийской ассоциации художников (Australian Art Association) и в Викторианском обществе художников. В 1884 году она стала одной из первых женщин, членов общества Buonarotti Society, а в 1900 году она и Мэй Вейл были первыми женщинами, избранными советниками Викторианского общества художников. Сазерленд была ведущей женщиной-художницей в группе мельбурнских художников, работавших вне студии: она делала наброски на пленэре в отдаленных сельских районах штата Виктория со своими современниками из Гейдельбергской школы. В отличие от своих коллег-мужчин, она не могла оставаться с ними в кемпингах на ночь, совершая только однодневные поездки в лагеря художников.
С 1888 года Сазерленд делила мастерскую с художницей Кларой Саузерн в здании Grosvenor Chambers, построенном специально для художников. Также вместе они участвовали в выставке 9 by 5 Impression Exhibition, которая состоялась в Мельбурне в 1889 году, где было представлено много работ художников из Гейдельбергской школы. Из-за гендерного неравенства работы австралийских художниц продавались существенно дешевле, чем их коллег-мужчин.
В начале 1900-х годов Джейн Сазерленд перенесла удар и полностью стала зависеть от ухода своего брата Уильяма (ставшего учёным). Только с его помощью и помощью коллеги-художницы Джин Гудлет (Jean Goodlet) — Джейн продолжила рисовать и выставлять свои работы, а также заниматься преподаванием. Влияние её болезни стало заметным по размеру её картин, которые стали небольшими. После смерти брата в 1911 году, художница прекратила своё творчество и жила в собственном доме до конца жизни.
Умерла 25 июля 1928 года в своем доме в местечке Kew (пригород Мельбурна) и была похоронена в пресвитерианской части кладбища города Box Hill.
Её племянница — Рут Сазерленд тоже была художницей.

## Творчество
Основная часть работ Джейн Сазерленд сосредоточена на австралийских ландшафтах с участием женщин и детей, находящихся на природе. Она стала важной фигурой в поколении австралийских женщин, которые решили сделать профессиональную карьеру в живописи. Была удостоена ряда наград и премий. Её работы находятся в частных коллекциях и многих музеях: Art Gallery of South Australia, Art Gallery of Ballarat, Национальной галерее Австралии, Национальной галерее Виктории и других.
- Некоторые работы
- Field Naturalists
- A Cabbage Garden
- After Autumn Rain